# Kaiane Lopez

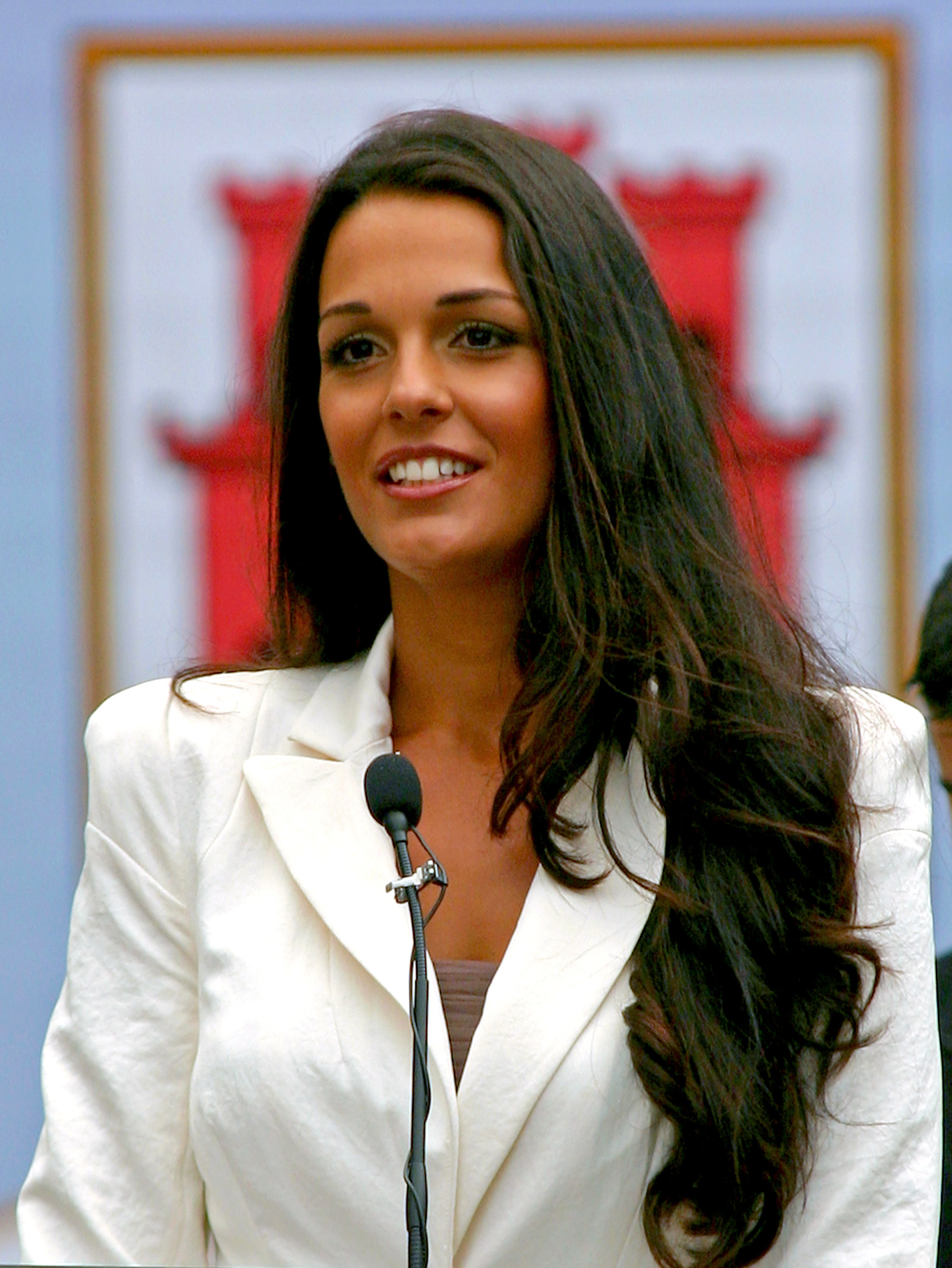
Kaiane Lopez (2011)

Kaiane Lopez, geborene Aldorino (* 8. Juli 1986 in Gibraltar) ist eine britische Politikerin und ehemalige Schönheitskönigin. Sie war Bürgermeisterin von Gibraltar und die Miss World des Jahres 2009.

## Werdegang
Bei der Wahl zur Miss World im südafrikanischen Johannesburg setzte sie sich gegen 111 Konkurrentinnen durch. Sie hatte vor ihrer Wahl am 27. Juni 2009 zur Miss Gibraltar im St Bernard’s Hospital als Büroangestellte in der Personalverwaltung gearbeitet. Sie war die erste Gewinnerin des Titels der Miss World aus Gibraltar.
Vom 5. April 2017 bis 4. April 2019 war sie Bürgermeisterin (mayor) von Gibraltar.